# Подводна археологија
Подводна археологија користи посебне методе да би истражила потонуле бродове или друга археолошка налазишта која се налазе испод воде. Археолози који раде испод воде зависе од софистициране опреме за роњење и ископавање. Они користе посебне технике како би заштитили подводне налазе.
Посебна сложеност откривања, ископавања, бележења и конзервације присиљава руководиоце подводних археолошких пројеката да много строже формулишу циљеве истраживања и њихову етику.Наутичко археолошко друштво, са седиштем у Британији али са трећином чланова у иностранству, прописује јасна начела понашања:
1. Чланови НАД-а држаће се највиших стандарда моралног и одговорног понашања у бављењу археолошким пословима.
2. Чланови НАД-а дужни су да чувају археолошку баштину.
3. Чланови НАД-а обављаће свој археолошки посао на начин који ће обезбедити поуздане информације о прошлости и стараће се да се ти резултати ваљано забележе
4. Чланови НАД-а дужни су да резлтате свог научног рада учине доступним јавности у разумном року.

Маритимна археологија посебну муку мучи са штетом коју подједнако наносе и пљачкаши и ловци на сувенире. Таква активност углавном није злонамерна, јер је роњење популарна разонода којој обилазак бродских олупина даје посебну драж. Међутим комерцијално спашавање товара недавно потонулих бродова сасвим неприметно прелази у уништавање историјске грађе са старих олупина у бескрупулозној потрази за благом. Потонули бродови нуде редак увид у некадашњу технологију, ратну технику и трговину, а понеки од њих пружају прилику да се проучи читав низ артефаката који су коришћени у датом раздобљу прошлости. Зато се често описују као временске капсуле. На већини сувоземних локалитета пронађени објекти су у стању у које су доспели пошто је њихов употребни живот окончан а артефакти су се често нагомилавали у отпадним јамаматоком дужег временског периода.
Насупрот томе, налази са Мери Роуз, тјудорског брода који је потонуо 1545, дају слику оружја, одеће и личних предмета чланова посаде у тренутку бродолома.
Један интензиван археолошки пројекат који је између 1983. и 1994. обавио тим предвођен америчким археологом Џорџ Басом и турским археологом Кемал Пулаком открио је товар са пренатрпаног брода из брозаног доба код Улубуруна, на југоистоку Турске. Брод, који је потопила олуја 1310 пре н. е, носио је довољно бакра и калупа да би могло да се изради оружје за неколико стотина војника.
Када се забележи и публикује довољно велики број олупина и њиховог товара, сваки налаз доприноси широј слици неке старе трговине. Данас, на пример, имамо прилично јасну представу о променљивим путевима и трговини на Медитерану захваљујући бази података коју је сачинио Паркер. Она обухвата податке из 1259 потонулих бродова чија хронологија сеже од праисторијских времена до 1500. године.